# Christina Alnevall
Christina Alnevall, född Larsson 2 februari 1966, är en svensk statsvetare.
Christina Alnevall är filosofie doktor i statsvetenskap vid Stockholms universitet med ett avhandling om politisk representation i Mexiko. Hon arbetar vid Institution vid etnologi, religionshistoria och genusvetenskap och har publicerat texter om bland annat kvotering i Latinamerika och Spanien.
Alnevall har varit gift med fotografen Paul Hansen.